# 윤효진
윤효진(尹孝珍, 1958년~)은 대한민국의 피겨 스케이트 선수였다. 1970년대에 올림픽과 각종 경기 대회에 대한민국 국가대표 피겨 선수로 출전하였다. 1976년 인스부르크 동계 올림픽에서 여자 싱글 국가대표로 출전, 순위는 17위였으나 2000년대 김연아의 등장 전까지 대한민국 피겨스케이팅 역사상 올림픽 여자 싱글 최고 순위였다. 정치인 좌옹 윤치호의 손녀이다.

## 활동
1968년부터 피겨를 시작하였다. 70년대에는 주영순과 함께 주니어선수권에 도전하기도 했다.
숙명여자중학교를 거쳐 미국으로 유학, 벨리프로페셔널스쿨에서 수학하였으며, 미국 콜린매킨 고등학교를 다녔다.
1974년 1월 제28회 전국남녀피겨스케이팅선수권대회에서 성적은 종합 2위였다.
1975년 1월 전국 남녀 피겨 스케이팅에서 우승하였다. 1975년 콜로라도주에서 열린 1975년도 세계피겨스케이팅선수권 여자 쇼트 부문에 출전, 성적은 22위였다. 75년 10월 영국 리치몬드 국제대회에서 규정종목 3위, 종합 8위를 차지하고, 12월 20일의 올림픽 후보선수 선발전에서 종합 1위를 받았다.
그뒤 삿포로 동계올림픽(1972), 인스부르크 동계올림픽(1976) 때 장명수, 윤효진 선수가 각각 출전하였다. 1976년 몬트리올 올림픽에서는 여자싱글 3연속 올림픽 출전에 출전하여 여자싱글 21명 중 17위를 기록하였다.
1976년 2월 겨울 제12회 인스부르크 동계올림픽에 출전,스피드 스케이팅에 남녀 선수 각 1명, 피겨스케이팅에 여자선수 1명으로 총 7명(임원4, 선수 3)이 출전, 이때는 선수 20명 가운데 17위에 그쳤다. 그러나 인스부르크 당시 윤효진의 당시 점수는 159.64점으로, 2010년 밴쿠버 동계 올림픽에서 김연아가 우승하기 이전까지 대한민국 출신 피겨 선수 중에는 가장 높은 기록이었다. 그뒤 피겨 코치 등 지도자로 활동하였고, 미국에서도 피겨 지도자로 활동했다.

## 같이 보기
- 피겨스케이팅
- 대한빙상경기연맹
- 장명수
- 주영순
- 김연아
- 김훈
- 한국 피겨스케이팅 선수권 대회